# پاتریارک‌نشین جهانی قسطنطنیه
پاتریارک‌نشین جهانی قسطنطنیه (یونانی: Οἰκουμενικόν Πατριαρχεῖον Κωνσταντινουπόλεως؛ لاتین: Patriarchatus Oecumenicus Constantinopolitanus; ترکی استانبولی: Rum Ortodoks Patrikhanesi) یکی از ۱۴ تا ۱۶ کلیسای خودمختار کلیسای ارتدکس شرقی است. هم‌اکنون بارتولومیو یکم قسطنطنیه رهبری آن را بر عهده دارد.
کلیسای قسطنطنیه در میان پاتریارک نشین‌های چهارگانه از اهمیت بیشتری برخوردار است. زیرا قسطنطنیه (بیزانسیوم) بین سال‌های ۳۳۰ تا ۱۴۵۳ پایتخت امپراتوری روم شرقی و در نتیجه مرکز مسیحیت شرقی بوده‌است. پس از تقسیم امپراتوری روم در ابتدای قرون وسطی، اسقف قسطنطنیه از منزلت بی‌مانندی در میان اسقفان ارتدکس جهان مسیحی برخوردار شد. از میان پنج پاتریارک بزرگ کلیسا، فقط پاتریارک قسطنطنیه و اسقف روم در حوالی سال ۵۹۰ در شهرهای بزرگ زندگی می‌کردند. به پاتریارک قسطنطنیه پاتریارک مسکونی گفته می‌شد.
پاتریارک قسطنطنیه دومین اسقف موجه و با نفوذ رم بود. او هنوز حامل اسقف اعظم جهان است و بر تمام سر اسقفان کلیساهای شرق تقدم دارد. نیم تاج سلطنتی را بر سر می‌گذارد و نشان عقاب امپراتوری بیزانس را به سینه می‌چسباند. در حال حاضر ریاست عالیه کلیسا با حدود صد هزار عضو با اوست.
کلیساهای ارتدکس فنلاند و چکسلواکی خود را تحت اختیار قانونی او می‌دانند. کلیساهای یادشده، برتری افتخاری سراسقف کلیسای جهانی در قسطنطنیه (استانبول) را قبول دارند. اسقف این کلیسا بر خلاف پاپ هیچ‌گاه ادعای عصمت نمی‌کند و تنها از موقعیت اخلاقی ویژه‌ای بهره می‌برد و اقتدار او از قلمرو اسقفی اش فراتر نمی‌رود.

## تاریخچه

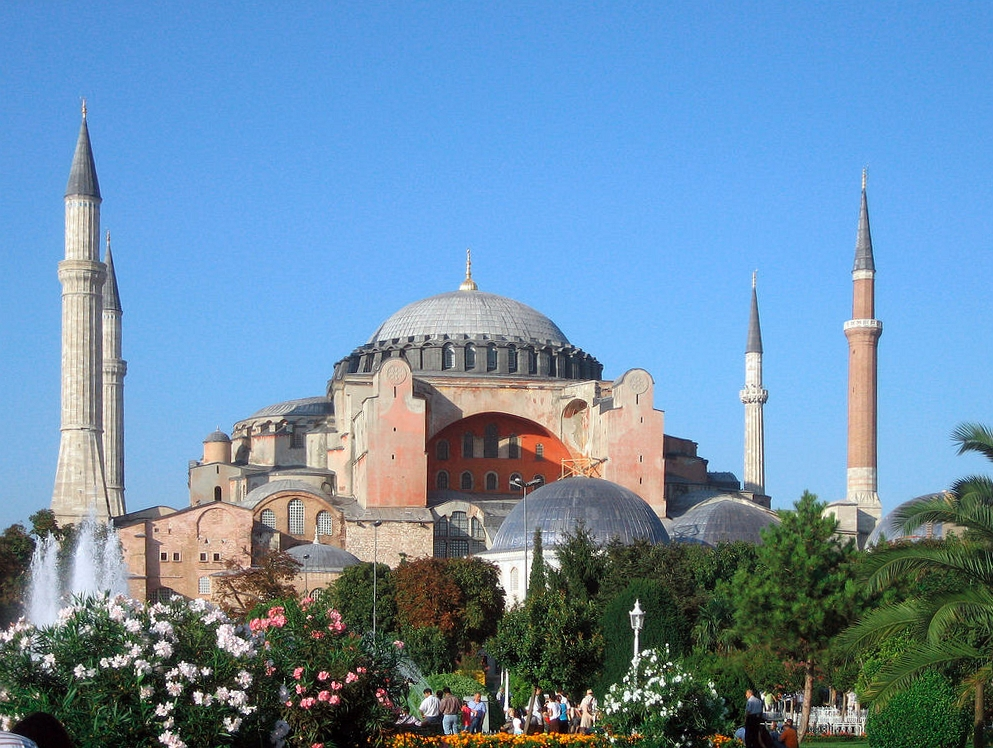
ایا صوفیه که تا سال ۱۴۵۳ کلیسای جامع پاتریارک‌نشین بود

در چند شورای جهانی از حقوق پاتریارک قسطنطنیه سخن به میان آمد و در قرن ششم این کلیسا عنوان پاتریارک‌نشین جهانی به خود گرفت. این موقعیت پس از فتح قسطنطنیه به دست سلطان محمد فاتح در سال ۱۴۵۳ بر قرار ماند.
در سال ۳۸۱ شورای قسطنطنیه، پاتریارک این شهر را بعد از اسقف روم به رسمیت شناخت. به موجب اصل سوم شورای کنستانتینوپل پاتریارک این شهر بعد از اسقف روم از برتری حرمت برخوردار شد. در زمان گریگوری کبیر (قرن ششم و هفتم)، یوحنا پاتریارک قسطنطنیه، مدعی عنوان «اسقف همه کلیساها» گردید که با اعتراض گریگوری مواجه شد.